# آنیکا دریس
آنیکا دریس (انگلیسی: Annika Dries؛ زادهٔ ۱۰ فوریه ۱۹۹۲) بازیکن واترپلو اهل ایالات متحده آمریکا است.
وی در مسابقات کشوری و بین‌المللی در مجموع برندهٔ ۲ مدال طلا شده‌است.